# Famous Blue Raincoat
Famous Blue Raincoat ist ein Lied von Leonard Cohen. Es erschien im Jahr 1971 auf seinem dritten Album Songs of Love and Hate.

## Text
Der Liedtext ist in Form eines melancholischen Briefes verfasst, möglicherweise eines Abschiedsbriefs, und erzählt die Geschichte einer Dreiecksbeziehung zwischen dem Autor, einer Frau namens Jane und dem Adressaten, der als „my brother, my killer“ („mein Bruder, mein Mörder“) angesprochen wird. Nach einer durchwachten Nacht um vier Uhr morgens blickt der Erzähler auf diese Beziehung zurück, welche in dem Augenblick endet, nachdem Jane sich dem Dritten stärker angenähert hatte. Der Erzähler bedankt sich bei dem anderen dafür, dass es Jane dadurch nun besser gehe, er habe diese Besserung bei ihr nicht zu erreichen vermocht, wobei er einräumt, dass er auch nicht angenommen hätte, die schlechte Verfassung Janes zum Besseren beeinflussen zu können („I thought it was there for good, so I never tried“). Als Jane aus dem Schlaf erwacht, bemerkt er, dass sie in Gedanken gleich ganz bei dem Dritten ist, obwohl sie von den beiden Männern jetzt gleich weit entfernt zu sein scheint („and when she came back she was nobody's wife“). Offen bleibt, was es bedeuten mag, dass der „Feind“ des Adressaten „schläft“, nachdem Jane nun „frei“ sei („If you ever come by here, for Jane or for me, your enemy is sleeping, and his woman is free“). Der Erzähler zeichnet den Brief mit dem Namen des Autors („Sincerely, L. Cohen“). Zahlreiche Verse sind in Amphibrachys verfasst.
Wie bei vielen anderen von Cohens Texten, gibt es auch für diesen einen realen Hintergrund. Die Frage „Did you ever go clear?“ zu Ende des Liedes wurde mitunter als eine Anspielung auf das „Clear“ verstanden, das Scientology bei ihren Anhängern herbeizuführen suche. Tatsächlich war Cohen trotz seines jüdischen Glaubens für kurze Zeit Teil dieser Sekte. Er sagte einmal, er habe sich nur deshalb dorthin gewandt, weil er gehört habe, dass es leicht sei, dort Frauen kennenzulernen. In einem Interview mit der Zeitschrift Details erzählte er 1993, ähnlich wie bei dem Lied Bird on the Wire habe er auch bei diesem Song niemals das Gefühl gehabt, er sei fertig geworden. Immerhin sei er „gut genug“ gewesen, um ihn zu veröffentlichen, obwohl er ihn weiterhin als „zu geheimnisvoll, zu unklar“ empfinde. Es gibt Ähnlichkeiten zu Cohens Erzählung Beautiful Losers, aber in einem Interview im Hörfunk der BBC sagte er 1994, er habe vergessen, wen er damit gemeint habe.
In den Anmerkungen zu seinem Best-of-Album, das 1975 erschienen war und auf dem „Famous Blue Raincoat“ ebenfalls zu hören ist, schreibt Cohen immerhin, der „berühmte blaue Mantel“, der dem Lied seinen Namen gab, habe tatsächlich ihm gehört, nicht einem anderen. Es sei ein Burberry gewesen, den er 1959 in London gekauft habe, und er habe ihn so lange getragen, dass schließlich die Ärmel mit Leder ausgebessert werden mussten. In dieser Zeit habe er gewusst, wie man sich kleiden müsse. Der Mantel sei eines Tages in den frühen 1970er Jahren aus Marianne Ihlens New Yorker Loft gestohlen worden, zu einer Zeit, als er ihn schon nicht mehr so häufig getragen habe.

## Coverversionen
Famous Blue Raincoat wurde auch von zahlreichen anderen Künstlern aufgenommen, darunter:
- AaRON auf dem Album Artificial Animals Riding On Neverland (2007)
- Tori Amos auf dem Tribute-Album Tower of Song (1995)
- BAP (kölscher Titel: Wat schriev mer en su enem Fall?) auf dem Album Aff un zo (2001)
- Joan Baez auf dem Live-Album Diamonds & Rust in the Bullring (1989)
- John Bergeron auf dem Tribute-Album In the House of Mystery (2002)
- Kari Bremnes auf dem Tribute-Album Hadde månen en søster: Cohen på norsk (1993), as "Gikk du noen gang fri?"
- Katie Buckhaven auf dem Album Katie Buckhaven (2005)
- Lloyd Cole auf der Kompilation Rare on Air, Vol. 2 (1995)
- Judy Collins auf dem Live-Album Living (1971) und dem Tribute-Album Judy Collins Sings Leonard Cohen: Democracy (2004)
- Jonathan Coulton auf dem Album Thing a Week III (2006)
- Luce Dufault auf dem Album Soir de première (2000)
- Eivør auf dem Album Live in Tórshavn (2018)[1]
- Angel Falls (live)
- Karen Jo Fields auf dem Album In Your Pages (2005)
- The Handsome Family auf Leonard Cohen: I'm Your Man (OST) (2006)
- Paul Hayden Desser (1996)
- Steve Hogarth (live)
- Andrew John auf dem Album The Machine Stops (1972)
- Matej Krajnc auf dem Album Likvidamber (2004)
- Swan Lee (Danish cover) auf dem Tribute-Album På danske læber, als Din gamle blå frakke
- Sharon Lifshitz auf dem Album Kav HaOsher (1993)
- Jared Louche and the Aliens auf dem Album Covergirl
- Laurie MacAllister auf dem Album The Things I Choose to Do (2005)
- Tom Mega auf dem Album Songs & Prayers (1995)
- Marissa Nadler auf dem Album Songs III: Bird on the Water (2007)
- Dax Riggs (live)
- Damien Saez auf dem Live-Album God Blesse (2002)
- Richard Shindell auf dem Live-Album Live at The Chandler Music Hall Randolph, Vermont:   Archive Series #1 (2008)
- Beth Sorrentino auf dem Album Nine Songs, One Story (2006)
- Jennifer Warnes auf dem Tribute-Album Famous Blue Raincoat (1987)
- Solveig Slettahjell auf dem Album Antologie (2011)
- Reinhard Mey auf dem Album "Poem" (2014)

## „When I Need You“
Die Refrain-Melodie von Albert Hammonds bzw. Leo Sayers Hit When I Need You weist starke Ähnlichkeit mit der von Famous Blue Raincoat auf. In einem Interview mit Cohen im Globe & Mail heißt es dazu:

“I once had that [nicking] happen with Leo Sayer. Do you remember that song When I Need You?” Cohen sings the chorus of Sayer’s number one hit from 1977, then segues into “And Jane came by with a lock of your hair,” a lyric from Famous Blue Raincoat, a Cohen composition from his third record, 1971’s Songs of Love and Hate. “Somebody sued them on my behalf … and they did settle,” even though, he laughs, “they hired a musicologist who said that particular motif was in the public domain and, in fact, could be traced back as far as Schubert.”

„Ich hatte das [Diebstahl] einmal mit Leo Sayer. Erinnern Sie sich an den Song When I Need You?“ Cohen singt den Refrain von Sayers Nummer-eins-Hit aus 1977, geht dann über nach „And Jane came by with a lock of your hair,“ ein Text aus Famous Blue Raincoat, eine Cohen-Komposition von seinem dritten Album, Songs of Love and Hate. „Jemand verklagte sie in meinem Auftrag … und sie zahlten,“ obwohl, er lacht, „sie einen Musikexperten engagiert hatten, der sagte, dass dieses Motiv Allgemeingut ist und sogar bis zu Schubert zurückverfolgt werden kann.“